# Boeing RAH-66 Comanche
Boeing/Sikorsky RAH-66 Comanche a fost un elicopter de recunoaștere și atac la sol, proiectat și construit pentru Forțele Terestre ale Armatei S.U.A (U.S. Army). Elicopterul a fost proiectat pentru a fi greu detectabil de inamic (din punct de vedere Radar, Infraroșu, vizual și auditiv). Dacă ar fi intrat în serviciu, ar fi fost primul elicopter american proiectat pentru recunoaștere armată, și primul elicopter greu observabil din lume. În februarie 2004 s-a renunțat la întregul program, considerându-se că aparatul nu se poate adapta cu ușurință unui câmp de luptă dinamic. Succesul aparatelor de zbor fără pilot, care au fost folosite tot pentru recunoaștere și atac la sol, este probabil în spatele acestei decizii.
Conform unei tradiții a Forțelor Terestre ale S.U.A., numele ales pentru noul elicopter, „comanche”, este numele unui trib de indieni din America de Nord.

## Istoria proiectului
Elicopterul folosit în prezent de Forțele Terestre ale S.U.A. pentru recunoaștere armată este OH-58D Kiowa Warrior — dar acesta este pur și simplu o îmbunătățire a unui aparat contemporan cu Războiul din Vietnam, care era folosit doar pentru recunoaștere. În contrast cu acesta, Comanche era proiectat de la început pentru recunoaștere armată: este mai mic și mai ușor decât elicopterul de atac Apache (13,1 m lungime și 3500 kg față de 17,7 m și 5200 kg); fuselajul construit din materiale compozite era conceput pentru a evita detectarea radar și infraroșu: rachetele sunt amplasate înăuntrul fuselajului, pe ușa batantă, tunul de bord se poate roti și așeza într-o poziție puțin expusă, exteriorul este construit din fațete similar avionului F-117 Nighthawk.
Cu sisteme de senzori și de navigație sofisticate, elicopterul trebuia să poată opera fără probleme pe timp de noapte sau vreme rea. Fuselajul era astfel construit încât să încapă cu ușurință în avioanele de transport sau în nave, astfel încât să poată fi adus repede în zona de operații.
Zborul primului prototip a avut loc în decembrie 1995 / ianuarie 1996 (sursele nu sunt de acord pe această temă), acesta trecând testele inițiale ale Armatei S.U.A.. În faza următoare a programului urmau să fie construite opt aparate (o serie inițială), și se anticipa cumpărarea a aproape 1300 de bucăți, primul elicopter trebuind să fie în serviciu în 2004. Întregul program a fost însă anulat în 2004.

## Renunțarea la program
Având în vedere succesul de care s-au bucurat aparatele de zbor fără pilot U.A.V. în operațiunile din Afganistan și Irak, s-a decis ca banii de la acest program să fie folosiți pentru îmbunătățirea aparatelor de zbor aflate în dotare. Până la acel moment, costul întregului program fusese de circa 8 miliarde de dolari, încă 450-680 de milioane trebuind să fie plătiți ulterior celor două firme implicate (Sikorsky și Boeing Integrated Defense Systems).
Tehnologia dezvoltată în cadrul acestui proiect va fi folosită pentru alte aparate, cum ar fi Apache. Rolul de recunoaștere armată va fi preluat de ARH-70, o variantă a unui elicopter convențional.
Au rămas două prototipuri, cu numerele de serie 95-0001 și 94-0327; ambele sunt în prezent la Centrul Forțelor Terestre Pentru Cercetare-Dezvoltare a Rachetelor Ghidate din S.U.A..

## Caracteristici
Elicopterul era proiectat în primul rând pentru a fi greu detectabil: din punct de vedere radar, intensitatea undelor reflectate este de câteva sute de ori mai mică decât la alte elicoptere similare; emisiile de radiații infraroșii au fost substanțial reduse, iar gazele de eșapament sunt răcite înainte de a fi eliminate, rachetele cu ghidare în infraroșu aproape că nu pot „vedea” elicopterul; Emisiile sonore au fost reduse de asemenea, în parte datorită rotorului de o formă specială.
Raza de zbor maximă este de 2330 de km, impresionant pentru un elicopter. Are capacitatea de a marca laser ținte care să fie lovite de proeictile lansate de alte aparate de zbor.
Fuselajul este proeictat astfel încât să reziste cât mai bine în cazul unui eventual impact cu solul și împotriva proiectilelor pâna la calibrul de 23 de milimetri. Palele rotorului anticuplu sunt capabile să reziste impactului cu proiectile de 12,7 milimetri. De asemenea, acest rotor asigură întoarcerea elicopterului cu 180° în 4,7 secunde.

### Caracteristici generale
- Echipaj: 2
- Lungime: 13,22 m (43 ft 4 in)
- Diametrul rotorului: 11.90 m ()
- Înălțime: 3.39 m (43 ft 4 in)
- Greutate (gol): 3,402 kg (7,495 lb)
- Greutate încărcat:  ()
- Greutate maximă la decolare: 7,790 kg (17,175 lb)
- Motor: 2× LHTEC T800 , 2,688 hp (2,004 kW)  fiecare

### Performanțe
- Viteză maximă: 328 km/h (204 mph)
- Plafon de serviciu: 4565 m (14,980 ft)
- Viteză ascensională: 6 m/s (1,180 ft/min)

### Armament
- 1x 20 mm XM301 tun turelat Gatling cu 3 țevi, 500 lovituri
- În interiorul fuselajului: 4 x Hellfire și 4 x Stinger
- Total: 14 Hellfire / 28 Stinger sau 56 x Hydra 70 proiectile reactive nedirijate de 70 mm

## Apariții în filme, jocuri
Studio-ul NovaLogic a lansat patru jocuri din seria de simulatoare de zbor „Comanche”, care se axează pe acest aparat.